# Scirpus holoschoenus
El junco agrupado o junco de churrero (Scirpus holoschoenus o Scirpoides holoschoenus (L.) Soják) es una especie de la familia de las ciperáceas.

## Descripción
Planta vivaz con tallo de sección circular, desprovisto de hojas; estas se han reducido a unas vainas situadas en la base, que al envejecer dejan un retículo fibroso. Las ciperáceas carecen de pétalos o sépalos obvios, pero los estambres y los estilos, que se encuentran separados en la mayoría de las especies, están rodeados de una escama pequeña denominada gluma, importante para la identificación.
La inflorescencia es lateral, formada por cabezuelas globosas que agrupan numerosas espiguillas de 2,5-4 mm. Las glumas son ciliadas en el borde y la quilla.
El fruto es una cápsula de color pardusco. Florece entre la primavera y el verano.

## Distribución y hábitat
Especie cosmopolita. En zonas húmedas y lugares donde, algún día, el agua estuvo presente de forma habitual.

## Usos
Los tallos se emplean en cestería.

## Sinonimia
- Cyperus holoschoenus  (L.) Missbach & E.H.L.Krause in Sturm
- Holoschoenus australis (L.) Rchb.
- Holoschoenus linnaei Rchb.
- Holoschoenus romanus (L.) Fritsch
- Holoschoenus vulgaris Link
- Isolepis holoschoenus (L.) Roem. & Schult.
- Isolepis romana (L.) Roem. & Schult. ex G.Don in Loudon
- Mariscus holoschoenus (R.Br.) C.B.Clarke
- Scirpoides holoschoenus (L.) Soják
- Scirpoides romanus (L.) Soják
- Scirpus australis L.
- Scirpus longibracteatus Salzm. ex Rchb.
- Scirpus romanus L.[2]

## Nombres comunes
- Castellano: aldica, bolicas de junco, junco, junco agrupado, junco basto, junco blanco, junco churrero, junco común, junco florido, junco fuerte macizo, junco mantecoso, junco redondo, juncos, junquera, junquillo, las cinco pelotillas, planta junquera, unco.[2]